# Královská ulsterská policie

Vlajka Královské ulsterské policie

Královská ulsterská policie (anglicky Royal Ulster Constabulary, zkr. RUC) byla mezi lety 1922 až 2001 policie v Severním Irsku. Byla založena 1. června 1922 z Královské irské policie (RIC). V době svého vrcholu měla 8500 důstojníků a dalších 4500, kteří byli členy záložní jednotky RUC. Během Troubles bylo zabito 319 členů RUC a téměř 9000 jich bylo zraněno během atentátů a útoků nejčastěji organizací Prozatímní IRA. Od roku 1983 byla označena jako nejnebezpečnější policejní jednotka na světě. Ve stejném období RUC zabila 55 lidí z toho bylo 28 civilistů.
RUC byla v roce 2001 nahrazena Policií Severního Irska (PSNI). RUC měla pověst jednostrannosti, diskriminace a měla uzavřenou tajnou dohodu s Loajalistickými polovojenskými skupinami. Naopak ze strany bezpečnostních sil byla chválena jako jedna z nejprofesionálnějších policejních složek na světě.